# Thomas Benjamin Cooray
Thomas Benjamin Cooray (født 28. december 1901 i Periyamulla Negombo på Ceylon, nu Sri Lanka, død 29. oktober 1988 i Tewatta Ragama) var en af Den katolske kirkes kardinaler. Han var ærkebiskop af Colombo 1947-1976.
Han deltog under Det andet Vatikankoncil 1962-1965.
Han blev kreeret til kardinal i 1965 af pave Pave Paul 6.. 
Han deltog ved konklavet august 1978 som valgte pave Pave Johannes Paul 1., og konklavet oktober 1978 som valgte pave Pave Johannes Paul 2..
|  | Artiklen om Thomas Benjamin Cooray kan blive bedre, hvis der indsættes et (bedre) billede Du kan hjælpe ved at afsøge Wikimedia Commons for et passende billede eller uploade et godt billede til Wikimedia Commons iht. de tilladte licenser og indsætte det i artiklen. |